# 21-й армійський корпус (Україна)
21-й армійський корпус (21 АК) — оперативно-тактичне об'єднання Сил територіальної оборони у складі Збройних сил України.

## Історія

### Передумови
21-й армійський корпус було створено у 2025 році в рамках реформи Збройних сил України, спрямованої на підвищення оперативної гнучкості та ефективності управління силами на фронті.
Реформа передбачала заміну тактичних груп на більші об'єднання — армійські корпуси, які мають покращену структуру управління.

### Формування
Корпус офіційно почав формуватися у травні 2025 року, до його складу увійшли кілька механізованих та танкових бригад, а також допоміжні підрозділи.